# Greg Cunningham
Gregory Richard „Greg“ Cunningham (* 31. Januar 1991 in Carnmore, County Galway) ist ein irischer Fußballspieler, der bei Preston North End unter Vertrag steht.

## Karriere

### Verein
Cunningham begann das Fußballspielen im Alter von sechs Jahren beim FC Cregmore. Im Jahr 2004 wechselte er dann zu Mervue United. Dort spielte er in der Jugend, bis er 2007 zur Jugendakademie von Manchester City ging. Sein erstes Spiel in der Profimannschaft absolvierte er am 24. Januar 2010, als er im FA-Cup-Spiel beim 4:2-Erfolg über Scunthorpe United in der 46. Minute für Nigel de Jong eingewechselt wurde. Am 11. April bestritt er auch endlich sein erstes Premier-League-Spiel gegen Birmingham City. Er wurde in der 90. Minute für Adam Johnson eingewechselt, das Spiel endete mit 5:1 für die Citizens.
Am 21. Oktober wurde er an Leicester City ausgeliehen. Sein Debüt für Leicester gab er zwei Tage später bei der 0:2-Niederlage bei Swansea City. Nach dreizehn Ligaspielen für Leicester kehrte er im Januar 2011 nach Manchester zurück.
Am 25. Oktober 2011 wechselte Cunningham bis zum 31. Dezember 2011 auf Leihbasis zu Nottingham Forest in die Football League Championship. Am 29. Dezember 2011 gab Manchester City bekannt, dass die Leihe bis Saisonende verlängert worden sei.
Zur Saison 2012/13 wechselte Cunningham zum Zweitligisten Bristol City. Er unterschrieb bei den Robins einen Vier-Jahres-Vertrag bis zum 30. Juni 2016.

### Nationalmannschaft
Cunningham spielte von 2009 bis 2010 bei der irischen U-17-Nationalmannschaft. Am 22. Februar 2010 wurde er von Trainer Giovanni Trapattoni zum Freundschaftsspiel gegen Brasilien nominiert, allerdings nicht eingesetzt. Am 28. Mai absolvierte er schließlich sein Länderspieldebüt beim 3:0-Sieg über Algerien.